# 三木郡
- 令制国一覧 > 南海道 > 讃岐国 > 三木郡
- 日本 > 四国地方 > 香川県 > 三木郡

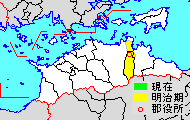
香川県三木郡の範囲

三木郡（みきぐん）は、香川県（讃岐国）にあった郡。

## 郡域
1878年（明治11年）当時の郡域は、現在の行政区画では概ね以下の区域に相当する。
- 高松市（牟礼町各町）
- さぬき市（昭和）
- 木田郡三木町

## 郡名の由来
讃岐国高松藩の地誌である『全讃史』（中山城山 著、1828年（文政11年）に成立）には「井戸高木に上古むろの大木あり、その高さ数十丈、よってその地を高木といい、平木に柊の古木あり、よってその地を平木といい、朝倉に山椒の大樹あり、朝日をさえぎってその里くらし、よって朝倉の里といい、朝倉山椒というもこれにより出づ。この三木あるを以て、三木郡といえり」と記されている。

## 歴史

### 古代

#### 郷
『和名類聚抄』に記される郡内の郷。右は比定地。
- 井門（いど）郷　 - 三木町大字井戸（いど）
- 高岡（たかおか）郷　 - 三木町大字上高岡（かみたかおか）、三木町大字下高岡（しもたかおか）
- 氷上（ひかみ）郷　 - 三木町大字氷上（ひかみ）
- 田中（たなか）郷　 - 三木町大字田中（たなか）
- 井上（いのへ）郷　 - 三木町大字井上（いのうえ）、三木町大字平木（ひらぎ）、三木町大字鹿伏（ししぶせ）
- 池辺（いけのへ）郷　 - 三木町大字池戸（いけのべ）
- 武例（むれ）郷　 - 高松市牟礼町牟礼（むれちょうむれ）
- 幡羅（はら）郷　 - 高松市牟礼町原（むれちょうはら）
- 山下里

『和名抄』にない山下里は、平城宮の東院南門（推定建部門）外の溝跡から発見された荷札と考えられる木簡に「讃岐国三木郡山下里」と記されていた。溝の年代により、奈良時代前半にはあったと推定される。

#### 式内社
『延喜式』神名帳に記される郡内の式内社。
| 神名帳           | 神名帳   | 神名帳 | 神名帳             | 比定社                   | 比定社                 | 比定社           | 集成 |
| 社名             | 読み     | 格     | 付記               | 社名                     | 所在地                 | 備考             | 集成 |
| ---------------- | -------- | ------ | ------------------ | ------------------------ | ---------------------- | ---------------- | ---- |
| 三木郡 1座（小） |          |        |                    |                          |                        |                  |      |
| 和爾賀波神社     | ワニカハ | 小     |                    | （論）引宮神社           | 香川県木田郡三木町井上 | 天野神社境外末社 |      |
| 和爾賀波神社     | ワニカハ | 小     | （論）鰐河神社     | 香川県木田郡三木町下高岡 |                        |                  |      |
| 和爾賀波神社     | ワニカハ | 小     | （論）白山神社     | 香川県木田郡三木町下高岡 |                        |                  |      |
| 和爾賀波神社     | ワニカハ | 小     | （論）和爾賀波神社 | 香川県木田郡三木町井戸   |                        |                  |      |
| 凡例を表示       |          |        |                    |                          |                        |                  |      |

1. ↑  江戸後期の儒学者。高松藩が召し抱えた藩儒のひとり。1763年 - 1837年

### 近代
- 明治初年時点では全域が高松藩領であった。「旧高旧領取調帳」に記載されている明治初年時点に存在した村は以下の通り。（20村）

牟礼村、大町村、原村、池戸村、井上村、平木村、鹿伏村、田中村、下高岡村、氷上村、井戸村、上高岡村、西鹿庭村、東鹿庭村、西朝倉村、東朝倉村、西小蓑村、東小蓑村、西奥山村、東奥山村
- 1871年（明治4年）
  - 8月29日 - 廃藩置県により高松県の管轄となる。
  - 11月15日 - 第1次府県統合により香川県（第1次）の管轄となる。
- 1873年（明治6年）2月20日 - 名東県の管轄となる。
- 1874年（明治7年）（16村）
  - 西鹿庭村・東鹿庭村が合併して鹿庭村となる。
  - 西朝倉村・東朝倉村が合併して朝倉村となる。
  - 西小蓑村・東小蓑村が合併して小蓑村となる。
  - 西奥山村・東奥山村が合併して奥山村となる。
- 1875年（明治8年）9月5日 - 香川県（第2次）の管轄となる。
- 1876年（明治9年）8月21日 - 第2次府県統合により愛媛県の管轄となる。
- 1878年（明治11年）12月16日 - 郡区町村編制法の愛媛県での施行により、行政区画としての三木郡が発足。「三木山田郡役所」が池戸村に設置され、山田郡とともに管轄。
- 1881年（明治14年） -  「三木山田郡役所」の廃止により「大内寒川郡役所」（寒川郡津田村）が「大内寒川三木郡役所」に改組され、大内郡・寒川郡とともに管轄。
- 1888年（明治21年）12月3日 - 香川県（第3次）の管轄となる。

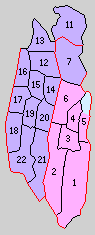
1.奥鹿村 2.田中村 3.氷上村 4.下高岡村 5.井戸村 6.平井村 7.牟礼村（紫：高松市 桃：三木町 水色：さぬき市。11 - 22は山田郡）

- 1890年（明治23年）2月15日 - 町村制の香川県での施行により以下の町村が発足。特記以外は現・木田郡三木町。（7村）
  - 奥鹿村 ← 奥山村、鹿庭村
  - 田中村 ← 田中村、朝倉村、小蓑村
  - 氷上村 ← 氷上村、上高岡村
  - 下高岡村（単独村制）
  - 井戸村（単独村制。鴨部川以東は現・さぬき市）
  - 平井村 ← 平木村、井上村、池戸村、鹿伏村
  - 牟礼村 ← 牟礼村、大町村、原村（現・高松市）
- 1899年（明治32年）4月1日 - 郡制の施行により三木郡・山田郡の区域をもって木田郡が発足。同日三木郡廃止。

## 備考
- 『日本霊異記』下巻26に登場する「讃岐国美貴郡田中郷」の批准相当地（現在の木田郡三木町字田中）とされている[5]。
- 播磨国美嚢郡（現在の兵庫県三木市および神戸市北区淡河町各町）も三木郡と称することもあった。

## 行政
三木・山田郡長
| 代 | 氏名 | 就任年月日                 | 退任年月日         | 備考 |
| -- | ---- | -------------------------- | ------------------ | ---- |
| 1  |      | 明治11年（1878年）12月16日 |                    |      |
|    |      |                            | 明治14年（1881年） | 廃官 |

愛媛県大内・寒川・三木郡長
| 代 | 氏名 | 就任年月日         | 退任年月日                | 備考         |
| -- | ---- | ------------------ | ------------------------- | ------------ |
| 1  |      | 明治14年（1881年） |                           |              |
|    |      |                    | 明治21年（1888年）12月2日 | 香川県に移管 |

香川県大内・寒川・三木郡長
| 代 | 氏名 | 就任年月日                | 退任年月日                | 備考                           |
| -- | ---- | ------------------------- | ------------------------- | ------------------------------ |
| 1  |      | 明治21年（1888年）12月3日 |                           |                                |
|    |      |                           | 明治32年（1899年）3月31日 | 山田郡との合併により三木郡廃止 |